# MAXXI
MAXXI (italsky Museo nazionale delle arti del XXI secolo, česky Národní muzeum umění 21. století) je národní muzeum a centrum současného umění a architektury v Římě. Muzeum spravuje nadace vytvořená Italským Ministerstvem turismu a kulturního dědictví.

## Budova
Budova byla navržena iráckou architektkou Zahou Hadid. Prostory fungují jako také jako víceúčelové kulturní centrum i zázemí pro akce, odkázané experimentaci a inovaci moderním umění. V roce 2010 získala tato budova dvě ocenění – RIBA European Award a Stirlingovu cenu.

## Sbírky
Muzeum vystavuje stálé sbírky. Pořádají se zde také tematické soutěže, soutěže pro mladé umělce a dočasné vystavení uměleckých děl.
Jsou zde vystaveny díla těchto umělců: Alighiero Boetti, William Kentridge, Kara Walker, Ed Ruscha, Gilbert & George, Gino De Dominicis, Michael Raedecker, Anish Kapoor, Gerhard Richter, Francesco Clemente, Lara Favaretto, Marlene Dumasová, Maurizio Cattelan, Gabriele Basilico, Kiki Smith, Thomas Ruff, Luigi Ghirri, Manfredi Beninati, Vanessa Beecroftová, Francis Alys, Ugo Rondinone, Thomas Schutte, Francesco Gostoli
Nachází se zde archivy umělců: Carlo Scarpa, Aldo Rossi, Pier Luigi Nervi.